# Edouard Falony

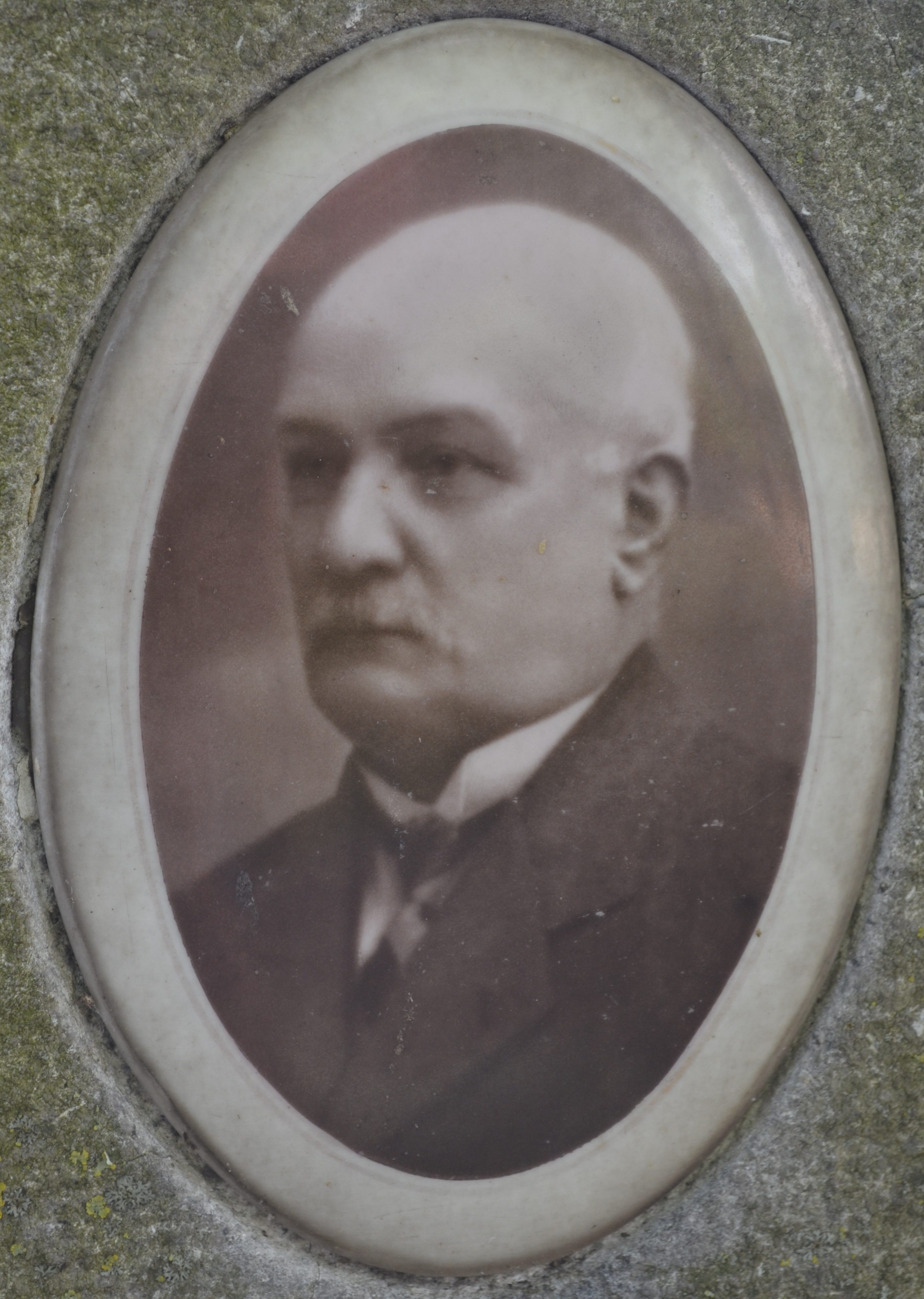
Édouard Falony, foto op zijn graf in de begraafplaats van Charleroi.

Edouard Joseph Falony (Charleroi, 2 februari 1861 - 25 juli 1939) was een Belgisch volksvertegenwoordiger.

## Levensloop
Mijnwerker van beroep, werd Falony gemeenteraadslid (1895) en schepen (1910) van Charleroi. Hij werd ook verkozen tot provincieraadslid (1895-1924).
In 1919 werd hij verkozen tot volksvertegenwoordiger voor het arrondissement Charleroi en vervulde dit mandaat tot in 1932.
Er is een Rue Edouard Falony in Charleroi.